# Brotheas sanabriai
Espèce
Brotheas sanabriai est une espèce de scorpions de la famille des Chactidae.

## Distribution
Cette espèce est endémique du Bolívar au Venezuela. Elle se rencontre à Heres sur le Cerro Guaiquinima.

## Étymologie
Cette espèce est nommée en l'honneur de Lewis Sanabria.

## Publication originale
- González-Sponga, 1997 : Arácnidos de Venezuela. Tres nuevas especies del Tepui Guaiquinima, Edo. Bolívar (Scorpionida. Chactidae): resultado de la expedición zoológica de la Fundación para el Desarrollo de las Ciencias de la Academia de Ciencias Físicas, Matemáticas y Naturales de Venezuela. Boletín de la Sociedad Venezolana de Ciencias Naturales. Caracas, vol. 46, no 150, p. 3-27.